# Římskokatolická farnost Kučerov
Římskokatolická farnost Kučerov je územní společenství římských katolíků s farním kostelem svatého Petra a Pavla v obci Kučerov ve slavkovském děkanství v rámci brněnské diecéze. Do farnosti patří kromě Kučerova obce Hlubočany (včetně místní části Terešov), Lysovice a Rostěnice-Zvonovice.

## Historie farnosti
První písemná zmínka o kučerovském kostele sahá do roku 1235, kdy zde byl kostel patřící doubravickému klášteru. V roce 1725 byl celý přestavěn. V roce 1892 byl dostavbou rozšířen. Poslední celková úprava zejména interiéru proběhla v letech 1924–1925. 
K 31. prosinci 2024 byla zrušena farnost Rostěnice a k farnosti Kučerov bylo přičleněno její území zahrnující obec Rostěnice-Zvonovice.

## Duchovní správci
Kučerov byl prvním kněžským působištěm Jakuba Demla, který zde byl v letech 1902–1904 kaplanem. Administrátorem excurrendo je od 1. července 2010 R. D. Jan Hanák z Bohdalic.

## Bohoslužby
| Kostel                    | Místo     | Bohoslužba (den)      | Hodina                                     | Poznámka        |
| ------------------------- | --------- | --------------------- | ------------------------------------------ | --------------- |
| svatého Petra a Pavla     | Kučerov   | neděle, liché pondělí | 10.00 17.00 (zima)/18.00 (léto)            | farní kostel    |
| svatého Cyrila a Metoděje | Rostěnice | sobota                | 17.00 (zima)/18.00 (léto) (jednou měsíčně) | filiální kostel |
| Nejsvětějšího Srdce Páně  | Lysovice  |                       |                                            | filiální kostel |
| svatého Floriána          | Hlubočany |                       |                                            | kaple           |
| svatého Bartoloměje       | Zvonovice |                       |                                            | kaple           |

## Aktivity ve farnosti
Dnem vzájemných modliteb farností za bohoslovce a bohoslovců za farnosti brněnské diecéze je 27. duben. Adorační den připadá na 6. srpna.